# Trichocolletes eremophilae
Trichocolletes eremophilae is een vliesvleugelig insect uit de familie Colletidae. De wetenschappelijke naam van de soort is voor het eerst geldig gepubliceerd in 1990 door Houston.
De soort komt voor in West-Australië.